# The Only Easy Day Was Yesterday
The Only Easy Day Was Yesterday es un EP de la banda norteamericana de post-grunge 12 Stones, lanzado el 20 de julio de 2010 bajo el sello de Wind-up Records. Debutó en el número 103 en el Billboard 200. El primer sencillo fue We Are One.
We Are One fue el tema del stable The Nexus. El 14 de abril de 2012, Philadelphia Flyers usó esta canción como entrada en su serie contra Pittsburgh Penguins

## Lista de canciones
| N.º | Título                 | Duración |  |
| 1.  | «Welcome to the End»   | 3:14     |  |
| 2.  | «We Are One»           | 3:29     |  |
| 3.  | «Disappear»            | 3:25     |  |
| 4.  | «Tomorrow Comes Today» | 4:20     |  |
| 5.  | «Enemy»                | 2:59     |  |

## Sencillos
1. "We Are One"
2. "Dissapear"

- Datos: Q3245097